# Beg-er-Vil
Le site préhistorique de Beg-er-Vil est installé sur la commune de Quiberon, dans le Morbihan, à l'extrémité sud de la presqu'île de Quiberon, dans la baie de Port-Maria. Il a été occupé par des chasseurs-cueilleurs du Mésolithique de 6 200 à 6 000 av. J.-C., selon plusieurs datations par le carbone 14. Beg-er-Vil est le plus ancien habitat côtier de cette période fouillé en France. Il a livré des informations cruciales concernant les modes de vie des derniers chasseurs-cueilleurs maritimes, plusieurs siècles avant le développement des villages d'agriculteurs et d'éleveurs du Néolithique. 

## Toponymie
Ce toponyme breton signifie littéralement « pointe des galets ».

## Implantation du site
Le site de Beg-er-Vil est implanté sur le flanc ouest de la pointe rocheuse du même nom. Le niveau archéologique unique est épais au maximum de 0,5 m. Il est protégé par une dune qui va en s'épaississant de 0,3 à 1,8 m en s'éloignant du littoral. Le substrat est un leucogranite moyen à grossier, orienté, à biotite et muscovite. Le site s’étend sur plus de 300 m2 sous les dunes et les aménagements urbains actuels. Avec un niveau marin estimé entre −15 et −10 m sous le niveau actuel au début du septième millénaire avant notre ère, la ligne de côte était à environ un demi-kilomètre du site. La remontée des océans au cours de l'Holocène a entrainé une destruction du site dans une mesure impossible aujourd'hui à quantifier.

## Historique
Le site est découvert en années 1970 par l'archéologue amateur Gildas Bernier, quiberonnais qui prospecte la commune. Il fait l'objet d'une fouille d'ampleur limitée par l'archéologue professionnel Olivier Kayser entre 1985 et 1988, puis entre 2012 et 2018 d’une exploration sur une surface d'environ 600 m² par le préhistorien Grégor Marchand et l'archéomalacologue Catherine Dupont,.

## Description de l’habitat
Le niveau archéologique comprend un niveau coquillier de plus de 130 m2, épais de 50 cm sous une dune. La dissolution partielle des coquilles de mollusque abandonnées par les hommes et les femmes du Mésolithique a provoqué une baisse de l'acidité naturelle des sédiments, ce qui a permis une très bonne conservation des restes osseux. Ce dépotoir coquillier démontre un large approvisionnement sur l'estran, même si celui-ci n'est que d'un faible rendement alimentaire. Il est aussi une zone d'activités intense, marquée par le creusement de fosses ou la construction de foyers de divers types. En bordure de ce dépôt, les fouilles réalisées entre 2015 et 2018 ont permis la découverte de calages de piquet, qui forment des cloisons de plusieurs habitations circulaires.
Aucune sépulture n'a encore été découverte à Beg-er-Vil, contrairement aux nécropoles mésolithiques de Téviec et de Port-Neuf à Hoëdic. Quelques ossements humains ont cependant été identifiés dans le niveau coquillier lui-même. Une clavicule, exhumée en 1985 par l'archéologue Olivier Kayser lors d'une première fouille, a ainsi été étudiée à nouveau et publiée en 2022 en associant paléo-anthropologues, archéologues et informaticiens de l'université de Rennes 1. Les analyses de stries fines sur cet ossement ont prouvé que la chair avait été retirée de l'os pour une raison qui reste inconnue,. D'autres ossements humains (fragment de crâne, mandibule) sont dispersés dans l'amas coquillier, selon des modalités fréquentes dans les habitats de cette période. Il s'agit des plus anciens restes humains trouvés en Bretagne à ce jour.

## Modes de vie d’une communauté mésolithique
La baie largement ouverte au sud-ouest devant le site servait de point d'appui à une économie maritime, comprenant une navigation entre la côte et les îles (Belle-Île-en-Mer, Groix, Houat et Hoëdic). Ces populations nomades de chasseurs-cueilleurs exploitaient largement les ressources marines, comme en témoignent les restes d'animaux trouvés sur le site : oiseaux (pingouin torda, guillemot de Troïl, Grand Pingouin), mollusques (plus de 30 espèces, dominées par la moule, la coque, la palourde européenne, la patelle et l'huître), poissons (daurade, vieille, raie, requin-hâ), crabes (tourteau, crabe vert) et mammifères (phoque). Mais les animaux terrestres comme le cerf, le chevreuil, le sanglier ou l'aurochs ont aussi été chassés, de même que le merle ou la grive, la bécasse des bois ou encore le pygargue à queue blanche. L'étalement des dates de capture ou de collecte autorise l'hypothèse de stationnements de longue durée tout au long de l'année, sans permettre toutefois de parler de sédentarité, car les pratiques ont pu changer durant le siècle d'occupation du site.
Ce site est plus ancien que les habitats-nécropoles bien connus de Téviec et Port-Neuf à Hoëdic, mais leurs habitants partageaient à l'évidence les mêmes traditions techniques et le même univers symbolique. Les galets de silex ramassés sur la plage étaient débités directement dans l'habitat pour obtenir des éclats et lamelles tranchantes, mais aussi des couteaux à dos et des extrémités de flèches, toutes utilisées en flèches tranchantes (trapèzes symétriques). On trouve aussi des galets directement issus des plages à proximité, utilisés sans aménagement particulier pour en faire des percuteurs. L'outillage en os est plus pauvre, même si un remarquable stylet en os a été découvert dans une fosse, ainsi que des bois de cerf travaillés.